# Gaetano Ricciolini
Gaetano Ricciolini (Florença, 27 de agosto de 1778 — Rio de Janeiro, 9 de outubro de 1845) foi um cantor lírico e bailarino italiano, pioneiro da ópera e da dança na América do Sul.  

## Início da carreira na Europa

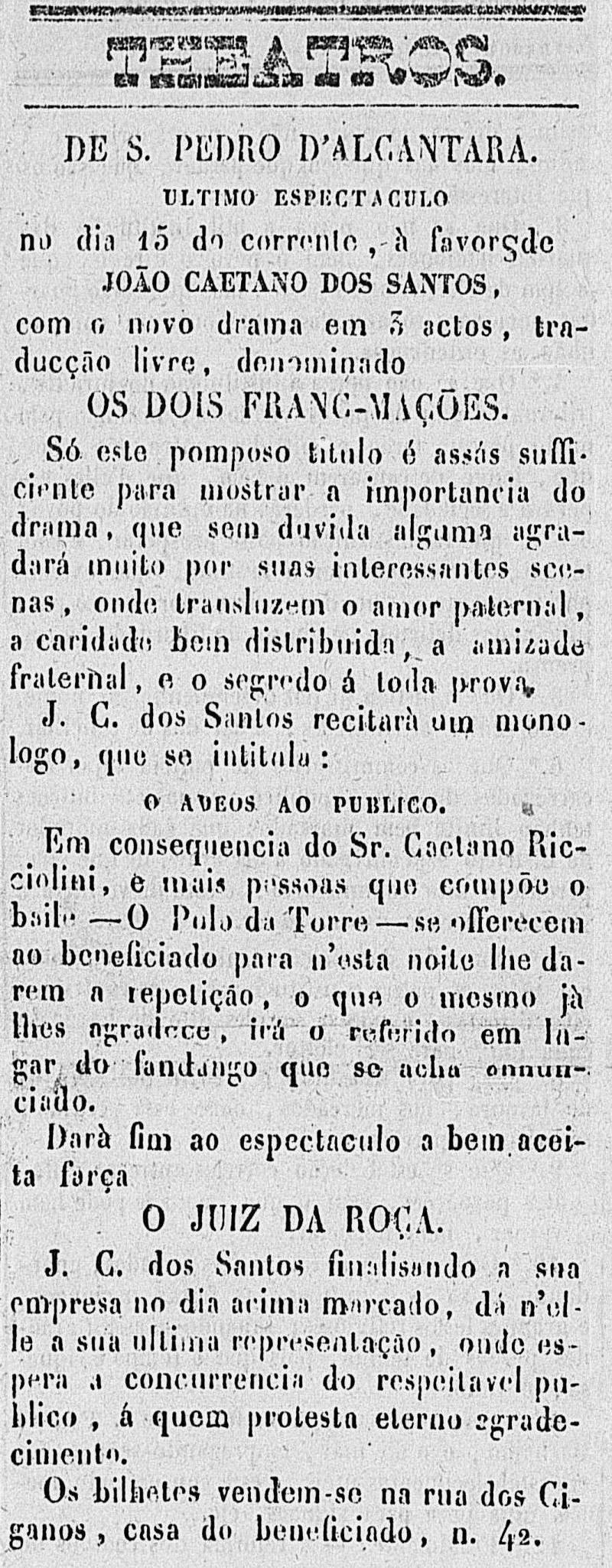
Anúncio de despedida a João Caetano, em 15 de outubro de 1838, que incluiu balé de Gaetano Ricciolini

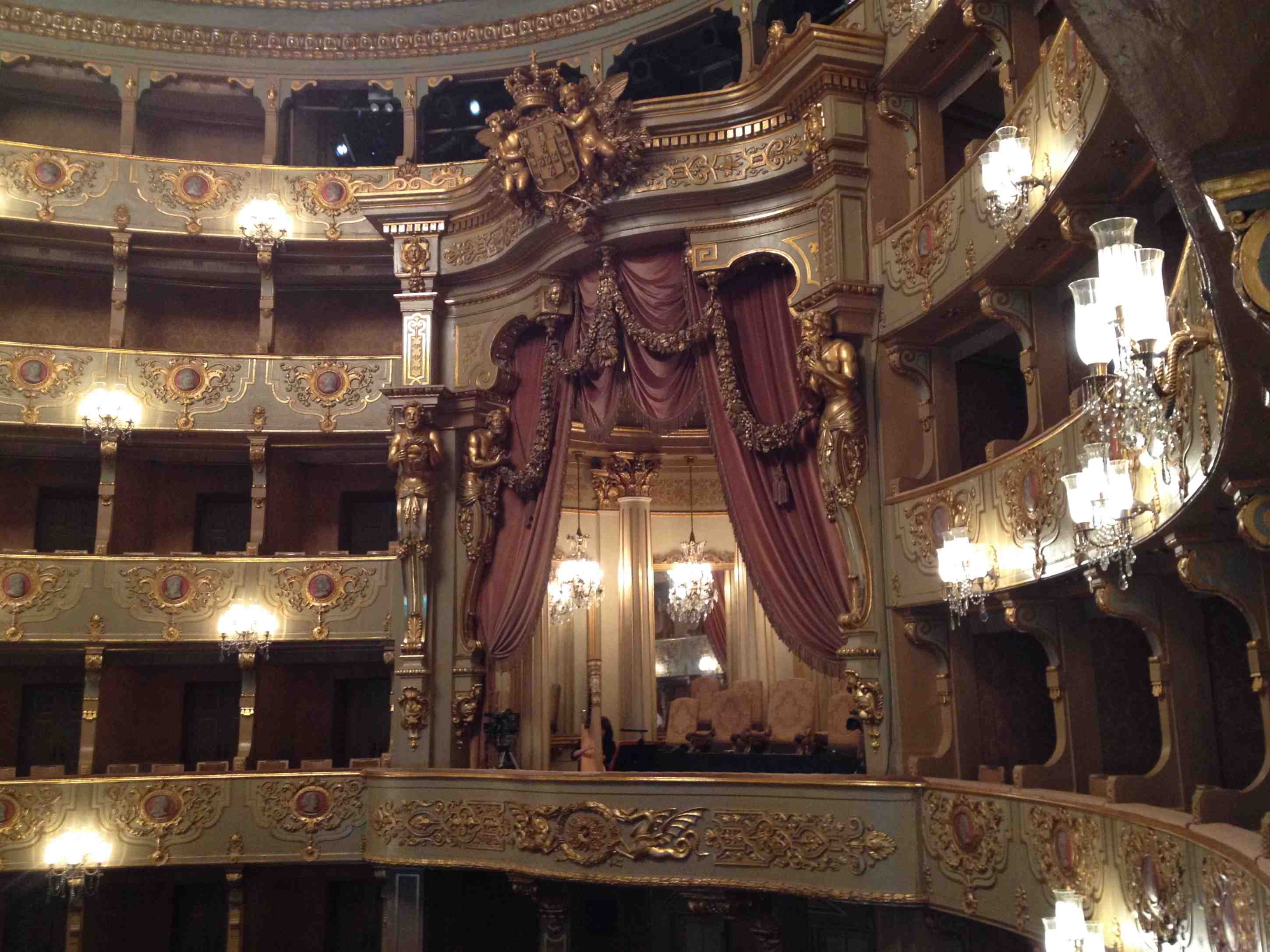
Interior do Teatro Nacional de São Carlos, Lisboa, onde Ricciolini atuou de 1805 a 1811

Oriundo de tradicional família de artesãos e artistas florentinos, Gaetano Ricciolini começou a carreira artística como baixo-barítono e bailarino ainda no século XVIII. Há registros de sua participação em óperas encenadas em teatros de Florença nos anos de 1798, 1799 e 1800.
Deixou a Itália no início do século XIX e instalou-se em Portugal por volta de 1805, passando a cantar e dançar no Real Teatro de São Carlos, de Lisboa. Lá conheceu a atriz e soprano portuguesa Isabel Rubio Ricciolini, com quem se casou em 24 de março de 1811. Em meados de 1811, foi contratado como primeiro bailarino da Ópera do Funchal, na Ilha da Madeira, onde permaneceria por cerca de cinco anos.

## Pioneiro da ópera no Brasil

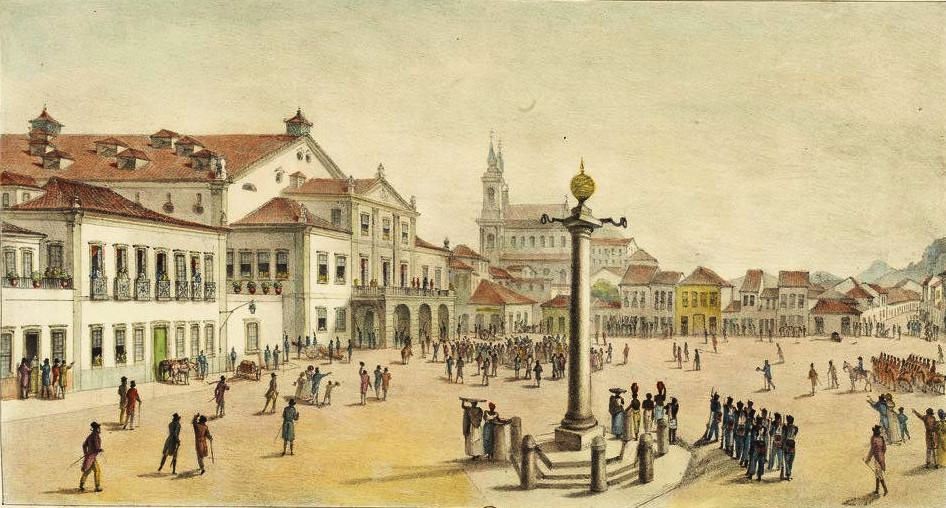
Vista do Teatro Real de São João, atual João Caetano, palco de algumas montagens de Gaetano Ricciolini. Pintura de Jean Baptiste Debret (cerca de 1834).

A convite do diretor teatral e barítono milanês Michele Vaccani, Gaetano e sua mulher mudaram-se em 1817 para o Rio de Janeiro, a fim de integrar a companhia de ópera italiana do Real Teatro de São João (no local do atual Teatro João Caetano). Entre 1820 e 1822, Gaetano participou de apresentações no Teatro São João de Salvador, Bahia.
Em agosto de 1823, Gaetano e Isabel Ricciolini foram membros fundadores dos "Acadêmicos Filarmônicos", primeira associação para a realização regular de concertos de música no Rio de Janeiro. Gaetano participou, ainda, das montagens brasileiras de óperas como “Don Giovanni”, de Wolfgang Amadeus Mozart, e "Il Barbiere di Siviglia”, de Gioacchino Rossini (esta, apesar das dificuldades de transporte e de comunicações da época, foi cantada no Rio de Janeiro quatro anos e meio após sua estreia na Itália).

## Pioneiro da ópera e do balé na Argentina
Com o incêndio do Real Teatro de São João em 25 de março de 1824, Gaetano aceitou convite do tenor espanhol Mariano Pablo Rosquellas para formar a primeira companhia de ópera italiana da Argentina, no Teatro Coliseo de Buenos Aires (hoje demolido), em frente à Basílica de Nuestra Señora de la Merced. A estada do casal Ricciolini no Prata coincidiu com a Guerra da Cisplatina entre Brasil e Argentina, mas, apesar de seus vínculos luso-brasileiros, Gaetano e Isabel nada sofreram, beneficiando-se da abertura artística e intelectual dos governos do Presidente argentino Bernardino Rivadavia e do Governador da Província de Buenos Aires, Manuel Dorrego.
Gaetano Ricciolini participou das estreias argentinas das óperas "Il Barbiere di Siviglia" (27 de setembro de 1825), “La Cenerentola” (4 de maio de 1826), “L’Italiana in Algeri” (30 de junho de 1826), todas de Rossini, e “Don Giovanni” (8 de fevereiro de 1827), de Mozart.  Em 1828 e 1829, compôs e dirigiu os primeiros espetáculos de balé na Argentina.

## Retorno ao Brasil
Com a chegada de Juan Manuel de Rosas ao poder, em 1829, Gaetano e Isabel Ricciolini abandonaram Buenos Aires, e regressaram em meados de 1830 ao Rio de Janeiro, retomando suas funções no Teatro de São Pedro de Alcântara, novo nome do reconstruído Teatro de São João. A abdicação de Pedro I em 7 de abril de 1831 paralisou a temporada lírica carioca, e o casal Ricciolini mudou-se por volta de 1832 para Porto Alegre, onde montou pequenos espetáculos musicais e presenciou a deflagração da Guerra dos Farrapos, em 20 de setembro de 1835. Gaetano e Isabel regressaram ao Rio de Janeiro em maio de 1837. No ano seguinte, Gaetano participou de espetáculo especial em homenagem ao ator brasileiro João Caetano, de quem se tornou amigo.
Em seus últimos anos de vida, além de lecionar canto e dança e aparecer ocasionalmente em espetáculos no Teatro São Pedro de Alcântara, Gaetano Ricciolini compôs série de coreografias para sua filha, a bailarina e atriz Clara Ricciolini, um dos principais nomes da dança brasileira em meados do século XIX e integrante da companhia teatral de João Caetano.

## Legado
Ao lado de Mariano Pablo Rosquellas e de Michele Vaccani, Gaetano Ricciolini foi pioneiro do canto lírico no Brasil e na Argentina. Sua trajetória sul-americana incluiu estadas no Rio de Janeiro (1817-20, 1822-24, 1830-32 e 1837-45), Salvador (1820-22), Buenos Aires (1824-30) e Porto Alegre (1832-37). Além da ópera, Ricciolini foi também responsável pelos primórdios do balé na América do Sul.
Entre seus descendentes estão o engenheiro e político Clóvis Pestana, ministro nos governos Dutra e Quadros, e a líder socialista Vera Sílvia Magalhães, um dos principais nomes da resistência armada à ditadura brasileira de 1964-85.